# Stomothecata
Stomothecata – takson pajęczaków, obejmujący skorpiony i kosarze.
Charakterystyczną cechą tych pajęczaków, od której wzięła się nazwa taksonu, jest obecność stomoteki – jamy przedgębowej utworzonej z apofiz bioder (coxapohyses) nogogłaszczków i pierwszej pary odnóży krocznych, niekiedy także przy współudziale apofiz bioder odnóży drugiej pary. Z jej obecnością wiąże się także rozpięcie poprzecznego mięśnia w świetle nadgębia oraz zrośnięcie się jego ścianek bocznych z pośrodkowymi powierzchniami bioder nogogłaszczków. W prosomie biegną od nadgębia dwa ramiona doczepiające się do endosternitu, które służą za punkty zaczepu dla mięśni rozszerzających gardziel oraz zewnętrznych mięśni odnóży. Wspólną cechą skorpionów i kosarzy jest też przednie położenie otworów genitalnych i obecność mięśni wychodzących z karapaksu i zaczepiających się na brzusznych krawędziach drugich członów szczękoczułków. W obu tych grupach wykazano występowanie specyficznych narządów hemocytopoetycznych, związanych z głównymi nerwami przedniej części opistosomy.
Takson ten został wprowadzony w 2007 roku J. Shultza. W wynikach jego analizy filogenetycznej skorpiony i kosarze zajmowały siostrzane pozycje w obrębie kladu Dromopoda, do którego należały także Haplocnemata (solfugi i zaleszczotki). Stomothecata nie były rozpoznawane w badaniach wcześniejszych Weygoldta i Paulusa z 1979, van der Hammena z 1989, Shultza z 1990, Wheelera i Hayashiego z 1998 ani Giribeta i innych z 2002. Monofiletyzmowi Stomothecata przeczą też wyniki nowszych analiz filogenetycznych: Garwooda i Dunlopa z 2014 (kosarze zajmują pozycję siostrzaną dla Phalangiotarbi, a skorpiony dla zaleszczotków) czy Ballesterosa i Sharmy z 2019 (skorpiony w pozycji siostrzanej do Tetrapulmonata).